# Bellydance Superstars

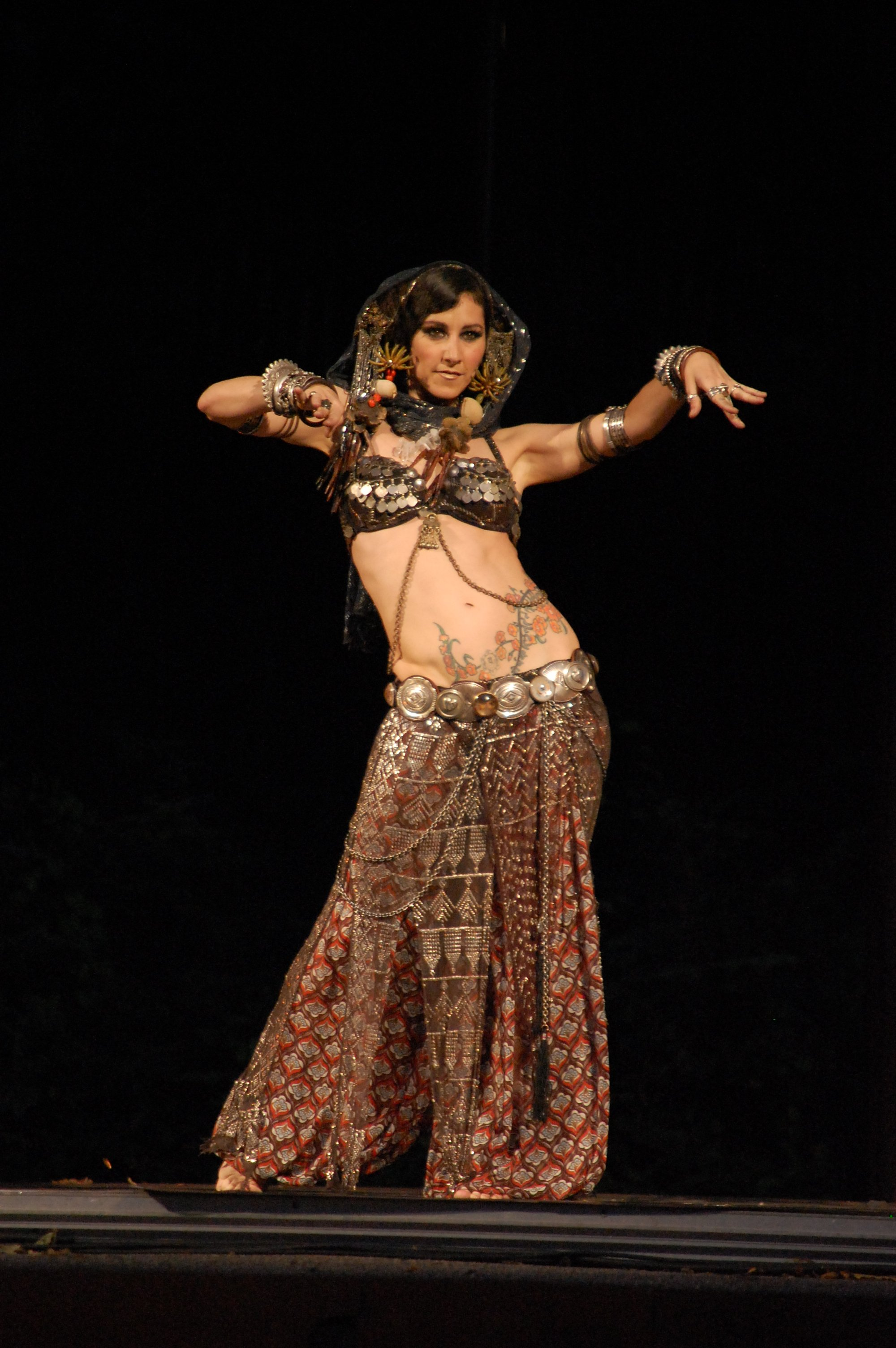
Rachel Brice, una de las bailarinas del grupo.

Bellydance Superstars es un grupo estadounidense de bailarinas de la danza del vientre formado en 2002. 
En los primeros seis años de giras, actuaron en 700 representaciones en 22 países de América, Europa y Asia.
También protagonizaron dos DVD American Bellydancer y Bellydance Superstars Live in Paris.